# Домінік Бона
Домінік Бона (фр. Dominique Bona ; нар. 29 липня 1953, Перпіньян ) — французька письменниця, літературна критикиня, журналістка й історикиня, член Французької академії.

## Біографія
Походить із сім'ї каталонського походження. Уроджена Домінік Анрієтта Марі Конт, дочка політика Артюра Конта, президента ORTF у 1972—1973 роках.
Навчалася у конгрегації Сестер немовляти Ісуса, ліцеї Віктор-Дюрюї в Парижі та в Сорбонні на факультеті сучасної літератури.
Магістр філології (1974; тема дисертації: «Феї та чаклунки в літературі XII-го та XIII-го століть»). Агреже сучасної літератури (1975, вищі курси Сорбонни).
Кар'єру в журналістиці розпочала на радіо (France Culture та France Inter з 1976 по 1980 роки). З 1980 до 1985 року працювала журналісткою та літературною критикинею у газеті Quotidien de Paris, потім з 1985 до 2004 року у Figaro littéraire.
У 1981 році опублікувала свій перший роман «Вкрадений годинник», добре прийнятий читачами та критикою. З 1987 року також почала публікувати історичні біографії. Випущена в тому році книга про Ромена Гарі отримала премію Французької академії як найкраща книга року у жанрі біографії.
1992 року Домінік Бона отримала «Премію Інтеральє» за роман «Маліка», а 1998 року премію Ренодо за роман «Рукопис із Порт-Ебена». 1999 року вона стала членом журі премії Ренодо. 2000 року отримала Гонкурівську біографічну премію за роман-біографію «Берта Морізо, секрет жінки в чорному». У 2003 році за біографічну книгу про Андре Моруа «Є лише кохання» нагороджена премією Французької академії. У 2010 році здобула літературну премію Принца П'єра де Монако.
18 квітня 2013 року була обрана до Французької академії після першого туру голосування, отримавши 15 голосів з 29 і ставши шостою жінкою-академіком у тодішньому складі та восьмою за всю історію. Прийнята до складу академії 23 жовтня 2013 року Жаном-Крістофом Рюфеном.
Одружена з вихідцем з Корсики, має двох дітей.

## Твори

### Романи
- Вкрадений годинник (Les Heures volées), 1981
- Аргентина (Argentina), 1984
- Маліка (Malika), 1992 — Міжсоюзна премія
- Рукопис з Порт-Ебена (Le Manuscrit de Port-Ébène) 1998 — Премія Ренодо
- Зимове місто (La Ville d'hiver), 2005

### Біографії
- Ромен Гарі (Romain Gary), 1987 — Премія Французької академії за біографію .
- Чорні очі, або Незвичайні життя сестер Ередіа (Les Yeux noirs)
- Гала (Gala), 1994
- Стефан Цвейг, поранена душа (Stefan Zweig, l'ami blessé), 1996, 2010
- Берта Морізо, секрет жінки в чорному (Berthe Morisot, le secret de la femme en noir), 2000, 2002 — Гонкурівська біографічна премія, премія Берньє Академії образотворчих мистецтв
- Є тільки кохання (Il n'y a qu'un amour), 2003 — книга про Андре Моруа та його коханих
- Камілла і Поль, пристрасть Клоделя (Camille et Paul: La Passion Claudel), 2006
- Клара Марло (Clara Malraux), 2010
- Дві сестри: Івонн та Крістіна Руар, музи імпресіонізму (Deux sœurs: Yvonne et Christine Rouart, muses de l'impressionnisme), 2012 — Спеціальна премія Сімони Вейль (2012)
- Я без розуму від тебе: велике кохання Поля Валері (Je suis fou de toi: le grand amour de Paul Valéry), 2014

### Інші публікації
- Промова при вступі до Французької академії (Discours de réception à l'Académie française), 2015
- Колетт та її близькі (Colette et les siennes), есе, 2017
- Мої таємні життя (Mes vies secrètes), 2018

## Нагороди
- Кавалер національного ордену Заслуг (2003)
- Кавалер ордену Почесного легіону (2008)
- Офіцер ордену мистецтв та літератури
- Офіцер національного ордену Заслуг (2014)
- Офіцер ордену Почесного легіону (2017)